# 메콩 밥테일
메콩 밥테일(Mekong Bobtail)은 고양이의 일종이다. 원래 시조들의 원산지인 태국의 이름을 따서 명명되었지만, 현재는 메콩강의 이름을 따서 명명되었다. 아시아 전역에 자연적으로 분포하며 러시아에서 품종으로 개발됐으며, 2004년 세계 고양이 연맹(World Cat Federation)으로부터 인정을 받았다.

## 역사

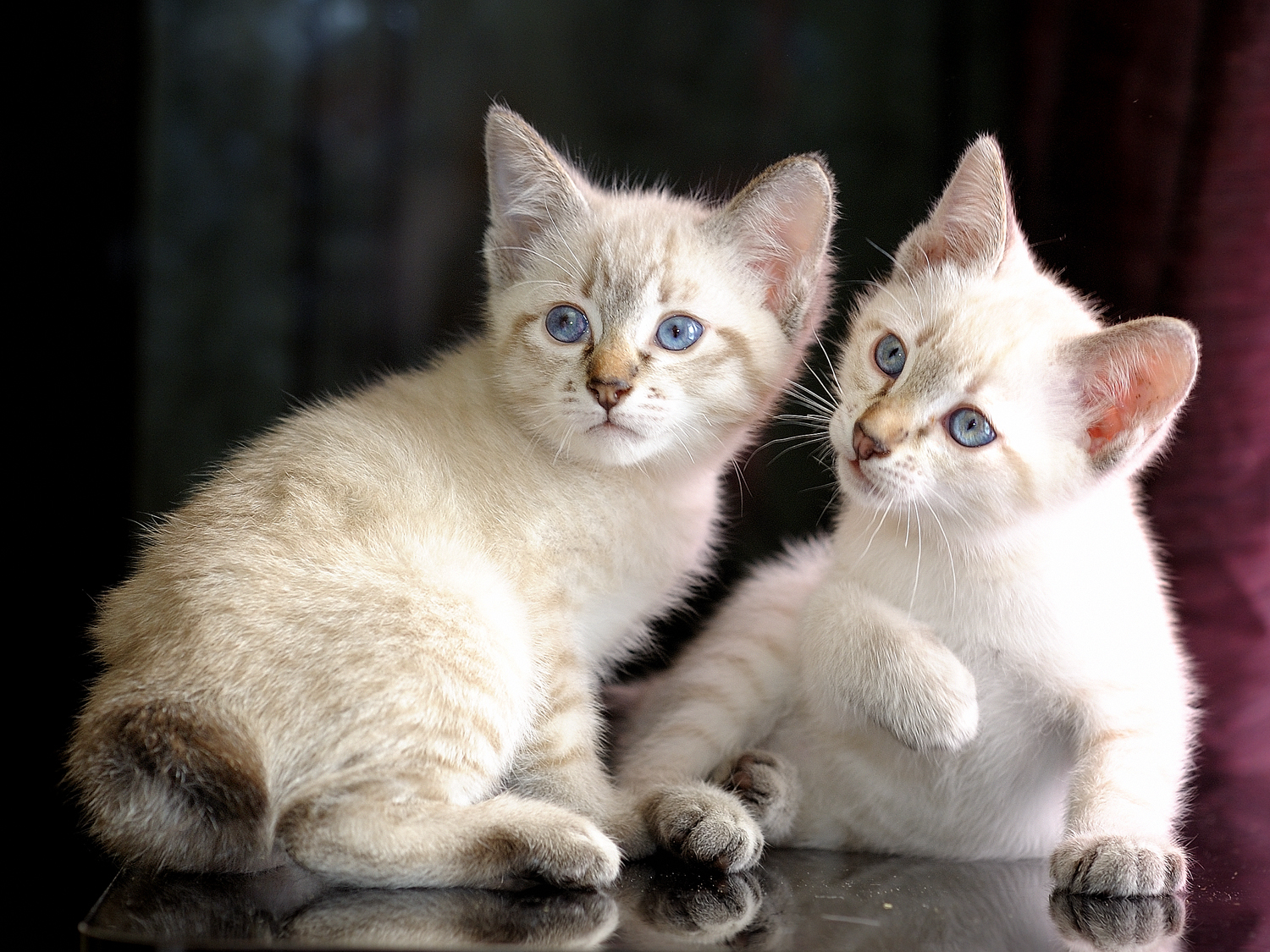
메콩 밥테일 새끼

19세기에 메콩 밥테일은 시암의 왕 쭐랄롱꼰이 러시아 황제 니콜라스 2세에게 준 왕실 고양이들 중 하나였다. 쭐랄롱꼰이 선물한 200마리의 왕실 고양이들 중 대다수는 오늘날의 메콩 밥테일과 비슷한 꼬리를 갖고 있었다. 동남아시아의 다른 단모종들 또한 러시아로 수입되었다. 이 품종은 러시아에서 개발된 것으로 간주되며, 러시아에서 실험적으로 계속 개발되었으며, 다른 밥테일 고양이와 함께 번식한 것으로 추정된다. 이 품종은 1980년대에 더 널리 알려지기 시작했으며, 1994년 12월 러시아의 고양이과 의사인 O. S. 미로노바에 의해 품종 표준이 제정되었다. 2004년 8월 세계 고양이 연맹이 이 품종을 인정했으며, 당시 이름은 "타이 밥테일"에서 "메콩 밥테일"로 바뀌었다.

## 성격

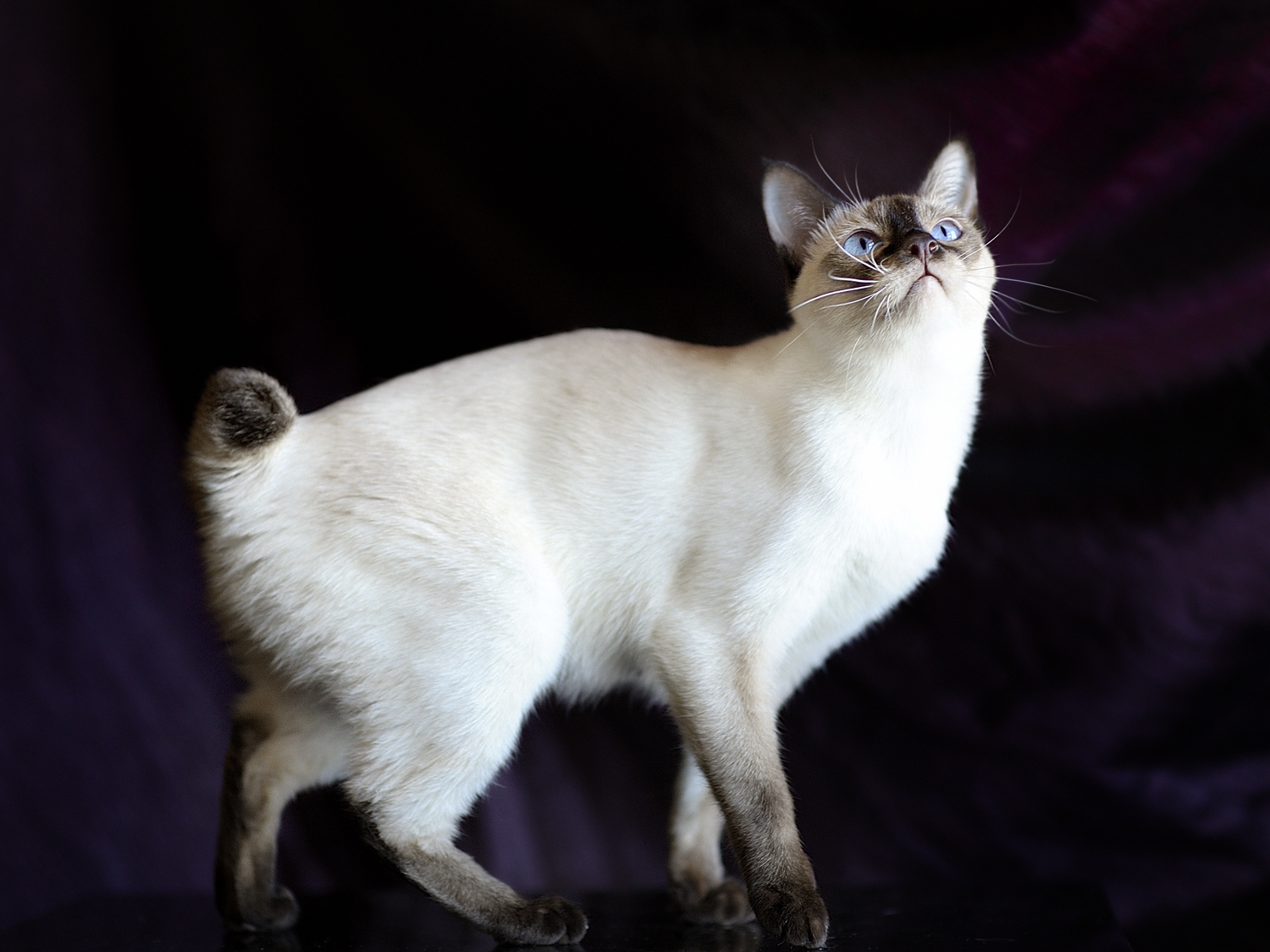
갈색 포인트를 가진 메콩 밥테일

메콩 밥테일은 광택이 나고 짧은 털을 갖고 있으며, WCF 품종 표준에서 "강한 청색"이라고 부르는 큰 눈을 갖고 있다. 꼬리는 적어도 3개의 척추뼈를 포함하고 있지만 몸길이의 1/4보다 짧아야 한다. 몸은 각지며, 엉덩이는 어깨보다 높다. 메콩 밥테일은 몸무게가 3.6kg에서 4.5kg까지 나가는 중간 크기의 고양이이다. 평균 수명은 15-18세이다.
이 품종은 친근하고, 다정하며, 활동적이다.

## 전설
니콜라스 2세의 메콩 밥테일의 조상들은 왕실의 고양이로 여겨졌다. 그들은 또한 사원의 수호자로 여겨졌다.